# Кера (Мокшанский район)
Кера — деревня в Мокшанском районе Пензенской области. Входит в состав Успенского сельсовета.

## География
Находится в центральной части Пензенской области на расстоянии приблизительно 36 км по прямой на запад-северо-запад от северо-западной окраины областного центра города Пенза.

## История
Основана как посёлок Новые Керы в начале XX века. В 1910 году — уже деревня Новые Керы Успенской волости Мокшанского уезда, 5 дворов. В 1955 году — отделение совхоза имени Лассаля.

## Население
| 2010 |
| ---- |
| 18   |

Численность населения: 63 человека (1910 год), 245 (1926), 327 (1959), 80 (1979), 29(1989), 48 (1998). Население составляло 41 человек (русские 98 %) в 2002 году, 18 в 2010.